# Чистяков Олександр Петрович
Чистяков Олександр Петрович — радянський актор.
Народився 1880 р. Помер 1942 р.

## Фільмографія
Знімався у фільмах:
- «Арсенальці» (1925),
- «Безпритульний спортсмен» (1926),
- «Мати» (1926),
- «Кінець Санкт-Петербурга» (1927),
- «Нащадок Чингісхана» (1928),
- «Два-Бульді-два» (1929),
- «Сто двадцять тисяч в рік» (1929),
- «Темне царство» (1929),
- «За ваше здоров'я» (1929),
- «Хліб» (1930),
- «Простий випадок» (1930),
- «Дезертир» (1933),
- «Околиця» (1933),
- «Мак цвіте» (1934),
- «Дивний сад» (1935),
- «Любов і ненависть» (1935),
- «Льотчики» (1935),
- «Суворий юнак» (1935),
- «Я люблю» (1936, Никанор),
- «Тринадцять» (1936),
- «Повернення Максима» (1937),
- «Дочка Батьківщини» (1937),
- «Велике життя» (1939),
- «Виборзька сторона» (1939),
- «Веселіших за нас немає» (1940),
- «Повернення» (1940),
- «Дочка моряка» (1941, Шестов).